# Ґленн Форд
Ґленн Форд (англ. Glenn Ford, 1 травня 1916, Квебек, Квебек, Канада — 30 серпня 2006, Беверлі-Гіллз, Лос-Анджелес, США) — американський кіноактор.
Незважаючи на різноплановість своїх ролей у кінематографі, Форд відомий передусім зображенням звичайних людей в незвичайних ситуаціях.

## Біографія

### Дитячі та юнацькі роки
Ґленн Форд народився 1 травня 1916 року у Квебеку, Канада, в сім'ї службовця на залізниці Ньютона Форда і його дружини Ганни. У восьмирічному віці він переїхав зі своїми батьками до міста Санта-Моніка, в Каліфорнію. У 1939 році Форд став громадянином США.
Під час навчання виступав у шкільного театру, а по закінченні середньої школи Форд почав працювати в невеликих театральних групах. Його батько не заперечував проти захоплення сина, проте радив йому опанувати ази якої-небудь професії. Форд запам'ятав батьківський наказ і вже коли був одним з найвідоміших акторів Голлівуду робив усю домашню чоловічу роботу самотужки. Час від часу від працював покрівельником і установником вікон.
Ґленн Форд дебютував у кіно в 1937 році, а в 1939-му уклав контракт з кіностудією «Коламбія Пікчерз». Його першою великою роллю став фільм «Небо з огорожею колючого дроту» (1939). Своїм сценічним ім'ям Форд обрав рідне місто батька Гленфорд у Канаді.
Його просування до слави було перервано військовою службою в роки Другої світової Війни.

### Служба в армії

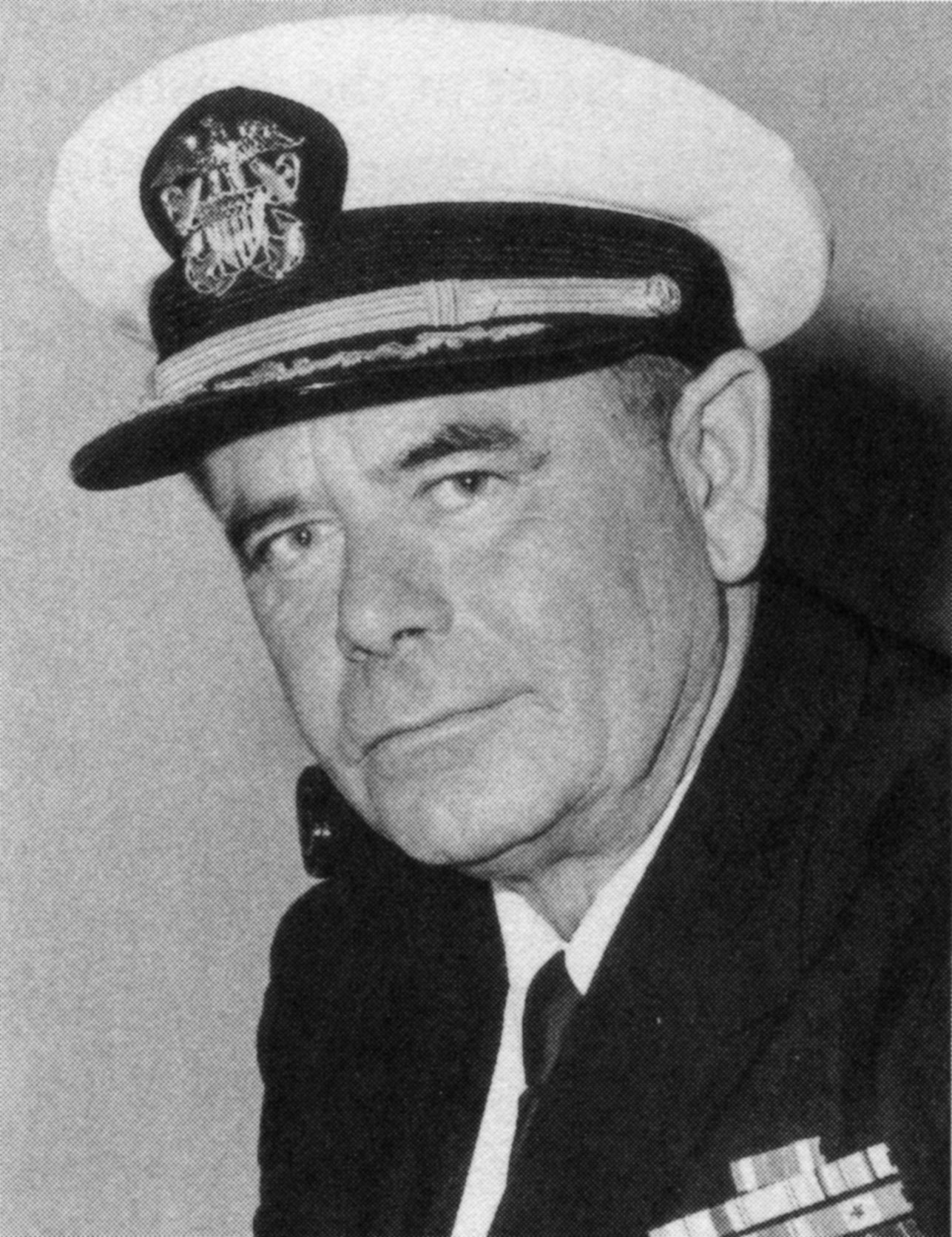
Капітан Ґленн Форд

У 1942 року Ґленн Форд перервав свою кар'єру і поступив добровольцем до морської піхоти США, де він служив фахівцем з фотографії. 13 грудня йому було присвоєно звання сержант. У березні 1943-го Ґленн Форд був призначений на дійсну службу в Корпус морської бази Сан-Дієго, а потім його було відправлено до загону морської піхоти в Квантіко (штат Вірджинія; відділення фотографії). У лютому 1944 року він повернувся на базу в Сан-Дієго і його було призначено у відділ зі зв'язків з громадськістю в секцію радіо. Тут він готував і випускав свої радіопередачі. 7 грудня 1944 року його дійсна служба завершилася.
Пізніше, у 1958 році, Ґленн Форд поступив в резерв ВМС США в званні лейтенанта. Своїми щорічними поїздками, а також радіо- і телепередачами і документальними фільмами він сприяв популяризації ВМС в країні. У 1967-му він на місяць їздив до В'єтнаму на зйомки навчального фільму для американських ВМС, за що отримав медаль за заслуги від ВМС США. У 1968 році йому було присвоєно звання капітана. За участь у Другій світовій війні і подальшу службу, Ґленн Форд був нагороджений медаллю «Американська компанія», медаллю «Кампанія Азіатсько-тихоокеанського регіону», медаллю «Перемоги у Другій світовій війні», медаллю «Резерв морської піхоти США» і знаком влучного стрільця. У 1970 році він вийшов у відставку в званні капітана I рангу.

### Кар'єра

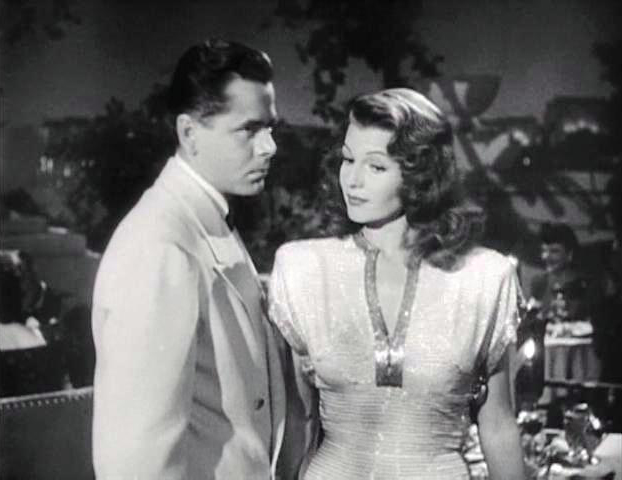
Ґленн Форд і Ріта Гейворт у фільмі «Джильда» (1946)

Ґленн Форд, що був родинні зв'язки з прем'єр-міністром Канади Джоном МакДональдом, став відомим у 1940 році завдяки фільму «Жінка в пошуку» з Рітою Гейворт, комедії, дія якої відбувається у Франції. Ґленн і Ріта знялися разом ще у чотирьох фільмах: «Джильда» (мелодрама), «Кармен» (екранізація знаменитої новели Проспера Меріме «Кармен»), «Афера в Тринідаді» (трилер) і «Пастка для грошей». Завдяки «Джильді» Ґленн і Ріта стали знаменитою акторською парою.
У 1940-50-ті роки Ґленн Форд знімався переважно у вестернах і кримінальних драмах. У вестернах він найчастіше грав відважного героя. В ролях «лиходіїв» він з'являвся нечасто, наприклад в о́бразі впливового судді у стрічці «Людина з Колорадо» разом з Вільямом Голденом або вбивці з фільму «О 3:10 на Юму». У фільмі «Жага золота», суміші детектива і вестерну, Ґленн зіграв золотошукача, що мститься пожадливій подружній парі.
У 1953 і 1954 роках Ґленн Форд знявся у двох трилерах режисера Фріца Ланга: «Сильна спека», де він грав поліцейського, що мстить за смерть своєї дружини, і «Людське бажання» в ролі коханця одруженої жінки, що підбурює його убити нелюбимого чоловіка. Подальші кінострічки цього часу показують його в образі героя вестернів, так у «Викупі» Форд грає батька викраденого хлопчика, що оголосив суму викупу за сина нагородою за упіймання злочинця. У 1996-му вийшов рімейк цього фільму «Викуп» з Мелом Гібсоном у головній ролі. У «Шкільних джунглях» Форд грає учителя, що бажає повернути своїх жорстоких учнів на праведний шлях.
Разом з цим Форд з'являвся і в комедіях. У «Чайній церемонії» він грав армійського офіцера, що прищеплює в післявоєнній Японії американський спосіб життя, чому перешкоджає зухвалий перекладач Сакіні (Марлон Брандо). У «Жмені чудес» він з'явився сентиментальним гангстером, а в «Доглядати батька Еді» батьком-одинаком, посватаним своїм шестирічним сином.

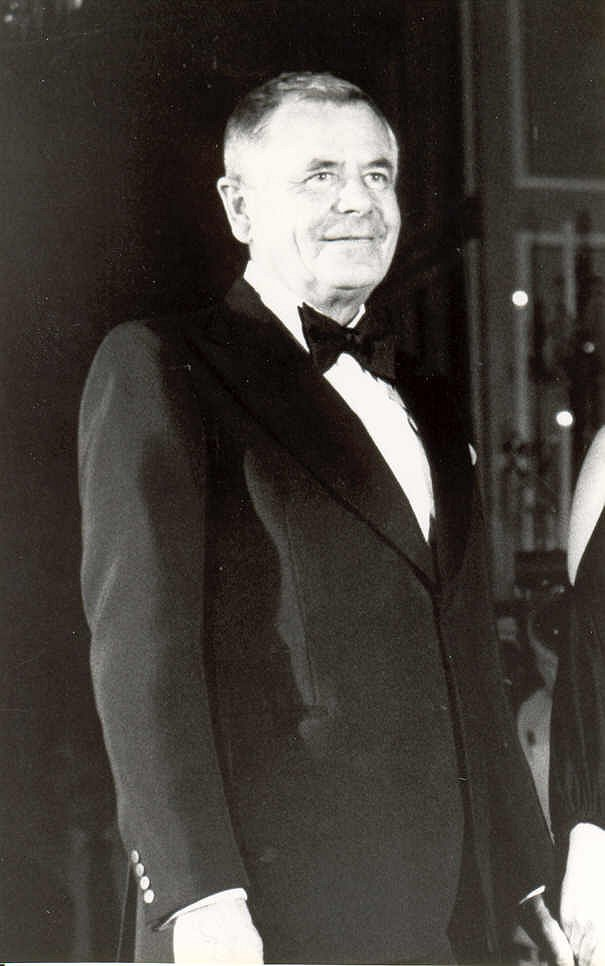
Глен Форд у 1979 р.

У 1971 році Форд працював у своєму першому телевізійному серіалі «Шоу Ґленна Форда». Це була наполовину комедія, наполовину драма з півгодинними серіями. Потім були й інші телесеріали та телевізійні фільми.
У 1991 році Форд погодився працювати на кабельному телебаченні, проте був вимушений пройти тривале лікування тромбозу ніг і незабаром припинив роботу.
У 2006 році глядачі востаннє знався в епізодичній ролі у фільмі «Супермен повертається».
Ґленн Форд помер у віці 90 років від серцевого нападу. За 53 року своєї кінематографічної кар'єри він знявся у 85 фільмах, деякі з яких стали справжньою голлівудською класикою: «Джильда», «Сильна спека», «Чотири вершники Апокаліпсису», «Супермен» та інші.
Друзі Форда стверджують, що девізом його життя були слова: «Ніколи не здавайтеся. Приймайте те, що життя кидає вам, і прагніть відбити цей кидок. Якщо ж життя продовжує нападати, значить, просто грайте з ним в теніс. Вчіться любити теніс з життям».

## Приватне життя
Ґленн Форд був одружений чотири рази і усі чотири шлюби закінчилися розлученням. Вперше він одружився у 1943 році з відомою акторкою і танцівницею Елінор Пауелл, у 1945-му у них народився син, Пітер, в 1959-му вони розлучилися. Далі були шлюби з акторками Катрін Гейс (Kathryn Hays) (1966—1969) і Синтією Гайворд (Cynthia Hayward) (1974—1977) і останній шлюб, з Джейн Баус (Jeanne Baus) (1993—1994). Ґленн Форд не був у добрих стосунках зі своїми дружинами. Окрім цього, в 1960-х роках у нього був роман з акторкою Гоуп Ленг, але ці стосунки не закінчилися шлюбом.
Син форда Пітер також став актором, співаком та радіоведучим, але у 1975 році залишивши цей тере́н, став успішним бізнесменом. У 1992 році в газетах повідомлялося, що Форд оскаженів, дізнавшись, що під час його перебування в госпіталі в стані коми, Пітер узяв контроль над його майном. Форд віддалився від свого сина і пригрозив, що залишить усе своє майно деякій Паулі Кайєрнан (Pauli Kiernan), своїй 39-річній доглядальниці і компаньйонці. Декількома роками пізніше вони, проте, помирилися, і Пітер переїхав зі своєю дружиною і трьома дітьми в будинок батька у Беверлі-Гіллз. Зараз Пітер зайнятий написанням біографії свого батька.
Форд похований на меморіальному кладовищі Вудлон (англ. Woodlawn Memorial Cemetery) міста Санта-Моніка у Каліфорнії.

## Нагороди
У 1958 році Форд став лауреатом премії BAFTA за найкращу чоловічу роль у виконанні іноземного актора у фільмі «Пастух». У 1962 році, після двох номінацій у 1957 і 1958 роках, Ґленн Форд отримав премію Золотий глобус за найкращу чоловічу роль у фільмі Френка Капри «Жменя чудес».
Форд входив до десятку найкращих боксерів 1956, 1958 і 1959 років, очоливши список у 1958 році. За свій внесок у розвиток кіноіндустрії Форда удостоєно зірки на Голлівудській алеї слави, а у 1978 році він потрапив до «Зали великих героїв вестерну» (Western Performers Hall of Fame) в «Національному музеї ковбоїв і вестернів» (National Cowboy & Western Heritage Museum) в Оклахома-Сіті, штат Оклахома. Разом з Джоном Вейном і Джеймсом Арнессом він був актором, що найшвидше за усіх вихоплює револьвер. У 1987 році він отримав почесну нагороду «Доностія» за внесок у розвиток кінематографу на Міжнародному кінофестивалі в Сан-Себастьяні, а у 1992-му отримав Орден Почесного легіону за заслуги у Другій світовій війні.
1 травня 2006 року Форд повинен був уперше за 15 років виступити на вечорі на честь його 90-річчя, організованому «Американською Сінематекою» в Китайському театрі Граумана, але в останню мить був вимушений відмовитися через стан свого здоров'я. Тому він заздалегідь записав свій виступ в спеціальному ролику. У цьому йому допомагали друзі, серед яких були Мартін Ландау, Ширлі Джонс, Джемі Фарр і Деббі Рейнольдс.

## Додаткові факти

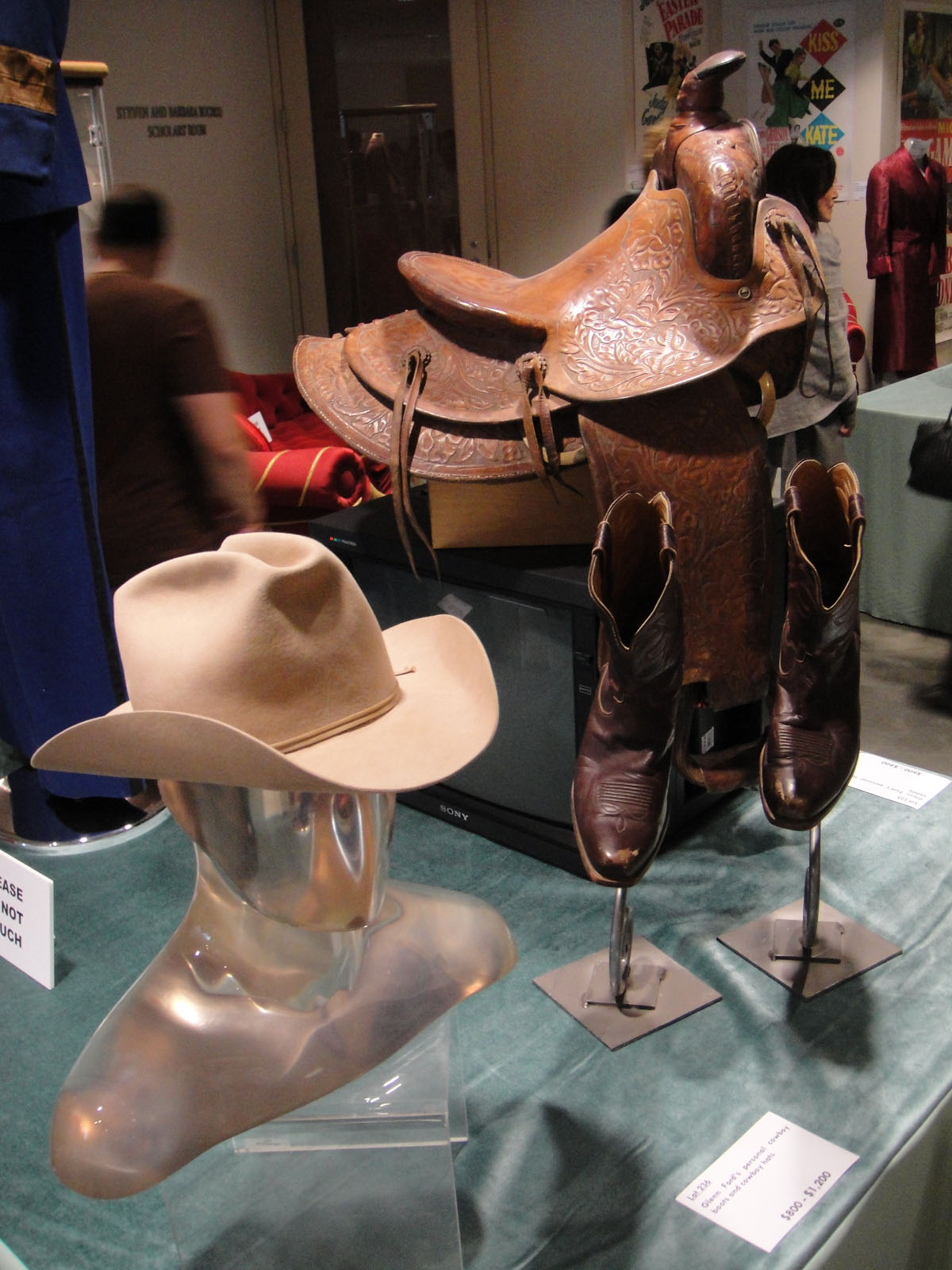
Речі Ґленна Форда, виставлені на інтернет-аукціон, 2008

У 1978 році Форд під час сеансу гіпнозу в деталях розповів про своє минуле життя ковбоя з Колорадо на ім'я Чарлі Біл. Цей запис був віддано до Каліфорнійського університету на дослідження. Через кілька років, коли Форду виповнився 61 рік, сеанс гіпнозу повтортлт, але цього разу Форд згадав своє життя як учителя музики Чарльза Стюарта з Шотландії, вживав у своїй промові типово англійські слова і навіть зіграв декілька акордів на фортепіано. Пізніше дослідники розшукали могилу Чарльза Стюарта в місті Елгін у Шотландії. Коли Форду показали фотографію надгробка, він був глибоко схвильований і сказав, що відразу ж відчув, що це була саме його могила.
У першій половині свого життя Ґленн Форд підтримував Демократичну партію США, у 50-і роки він підтримував кандидата у президенти Едлая Стівенсона, а в останні роки життя був прибічником Республіканської партії США, агітуючи на президентських виборах 1980 і 1984 років за свого друга Рональда Рейгана.
У 1980 році Форд пропонував купити команду «Атланта Флеймс» НХЛ за 8 мільйонів доларів, щоб команда залишилася в Атланті, Джорджія, але ціну перебив канадець Нельсон Скалбанія (Skalbania), що перевіз команду до Калгарі, Альберта, де вона стала «Калгарі Флеймс».
4 жовтня 2008 року Пітер Форд провів інтернет-аукціон речей, що належали його батьку. Лотами було виставлено лаковані ковбойські чоботи ($2,500), куртка і капелюх з фільму «Біла вежа» ($400), тренч з «Молодої людини з ідеями» ($300) і армійський кашкет ($250). У числі іншого було виставлено і диван, на якому, як стверджував Ґленн Форд, пройшло його романтичне знайомство з Мерилін Монро ($1,750).

## Фільмографія
| - 2006 — «Повернення супермена» / Superman Returns - 1991 — «Остаточний вердикт» / Final Verdict, (телефільм) - 1991 — «Оголений нерв» / Raw Nerve - 1990 — «Border Shootout» - 1989 — «Експрес на Касабланку» / Casablanca Express - 1989 — «Law at Randado», (телефільм) - 1986 — «Моє місто» / My Town, (телефільм) - 1981 — «З Днем Народження мене» / Happy Birthday to Me - 1980 — «Вірус» / Fukkatsu no hi - 1980 — «Супермен 2» / Superman II - 1979 — «День убивці» / Day of the Assassin - 1979 — «Дар» / The Gift, (телефільм) - 1979 — «Beggarman, Thief», (телефільм) - 1979 — «The Sacketts», (телефільм) - 1979 — «Відвідувач» / The Visitor - 1978 — «Супермен» / Superman - 1978 — «Вечір у Візантії» / Evening in Byzantium, (телефільм) - 1977 — «The 3,000 Mile Chase», (телефільм) - 1976 — «Мідвей» / Midway - 1974 — «Punch and Jody», (телефільм) - 1974 — «The Greatest Gift», (телефільм) - 1974 — «Зникнення рейсу 412» / The Disappearance of Flight, (телефільм) - 1973 — «Санті» / Santee - 1973 — «Джаретт» / Jarrett, (телефільм) - 1971 — «Cade's County», (телефільм) - 1970 — «The Brotherhood of the Bell», (телефільм) - 1969 — «Небо з пістолетом» / Heaven with a Gun - 1969 — «Сміт!» / Smith! - 1968 — «Day of the Evil Gun» - 1967 — «Остання проблема» / The Last Challenge - 1967 — «Час вбивати» / A Time for Killing - 1966 — «Лють» / Rage - 1966 — «Чи горить Париж?» / Is Paris Burning? - 1965 — «Пастка для грошей» / The Money Trap - 1965 — «Пияки» / The Rounders - 1964 — «Dear Heart» - 1964 — «Доля — мисливець» / Fate Is the Hunter - 1964 — «Advance to the Rear» - 1963 — «Love Is a Ball» - 1963 — «Доглядати батька Еді» / The Courtship of Eddie's Father - 1962 — «Експеримент з жахом» / Experiment in Terror - 1962 — «Чотири вершники Апокаліпсису» / Four Horsemen of the Apocalypse - 1961 — «Жменя чудес» Pocketful of Miracles - 1961 — «Етюд в тонах страху» / Cry for Happy - 1960 — «Сімаррон» / Cimarron - 1959 — «The Gazebo» - 1959 — «Все почалося з поцілунку» / It Started with a Kiss - 1958 — «Ралі „Torpedo Run“» / Torpedo Run - 1958 — «Imitation General» - 1958 — «Пастух / The Sheepman» - 1958 — «Відчайдушний ковбой» / Cowboy - 1957 — «Не підходь до води» / / Don't Go Near the Water - 1957 — «О 3:10 на Юму» / 3:10 to Yuma | - 1956 — «Чайна церемонія» / The Teahouse of the August Moon - 1956 — «Найшвидша зброя» / The Fastest Gun Alive - 1956 — «Джубал» / Jubal - 1956 — «Викуп!» / Ransom! - 1955 — «Процес» / Trial - 1955 — «Перервана мелодія» / Interrupted Melody - 1955 — «Шкільні джунглі» / Blackboard Jungle - 1955 — «The Violent Men» - 1955 — «Американець» / The Americano - 1954 — «Людське бажання» / Human Desire - 1953 — «Призначення в Гондурас» / Appointment in Honduras - 1953 — «Сильна жара» / The Big Heat - 1953 — «Грабіж під сонцем» / Plunder of the Sun - 1953 — «Людина з Аламо» / The Man from the Alamo - 1953 — «Time Bomb» - 1952 — «Афера на Тринідаді» / Affair in Trinidad - 1952 — «Молода людина з ідеями» / Young Man with Ideas - 1952 — «Зелена рукавичка» / The Green Glove - 1951 — «Секрет засудженого озера» / The Secret of Convict Lake - 1951 — «Йди за сонцем» / Follow the Sun - 1951 — «The Redhead and the Cowboy» - 1950 — «The Flying Missile» - 1950 — «Засуджений» / Convicted - 1950 — «Біла вежа» / The White Tower - 1949 — «The Doctor and the Girl» - 1949 — «Mr. Soft Touch» - 1949 — «Жага золота» / Lust for Gold - 1949 — «The Undercover Man» - 1948 — «Повернутися в жовтні» / The Return of October - 1948 — «Кармен» / The Loves of Carmen - 1948 — «Людина з Колорадо» / The Man from Colorado - 1948 — «The Mating of Millie» - 1947 — «Пастка» / Framed - 1946 — «Галантна подорож» / Gallant Journey - 1946 — «Вкрадене життя» / A Stolen Life - 1946 — «Джильда» / Gilda - 1943 — «Destroyer» - 1943 — «The Desperadoes» - 1942 — «Капітан авіації» / Flight Lieutenant - 1942 — «Пригоди Мартіна Ідена» / The Adventures of Martin Eden - 1941 — «Go West, Young Lady» - 1941 — «Техас» / Texas - 1941 — «Так закінчується наша ніч» / So Ends Our Night - 1940 — «Blondie Plays Cupid» (1940) - 1940 — «Жінка в пошуку» / The Lady in Question - 1940 — «Діти на продаж» / Babies for Sale - 1940 — «Бездушні чоловіки» / Men Without Souls - 1940 — «Засуджені жінки» / Convicted Woman - 1939 — «Мій син винен» / My Son Is Guilty - 1939 — «Небо з огорожею колючого дроту» / Heaven with a Barbed Wire Fence - 1937 — «Ніч у Мангеттені» / Night in Manhattan |